# Vlietbokaal
De Vlietbokaal is een roeicompetitie voor gladde gestuurde vieren (4+). De bokaal werd oorspronkelijk aangeboden door Asopos de Vliet voor de snelste ervaren en onervaren heren en dames ploegen. Deelnemende ploegen dienen minimaal vijf wedstrijden te starten. De vijf beste resultaten tellen mee.
De volgende wedstrijden telden oorspronkelijk mee in de bokaal, sinds 2019 is dit veranderd:
- Gyas-Hunze Race
- SkøllCup
- Proteus-Eretes in 't Lang
- Okeanos Competitie Toernooi
- Asopos Driekamp
- Orca's Competitie Slotwedstrijden en Bedrijfsachtenregatta

Sinds 2019 valt de bokaal onder de NSRF/KNRB Competitie Commissie Senioren, hier zijn ook de bepalingen en uitslagen te vinden.